# Fëdor Dobronravov
Fëdor Viktorovič Dobronravov (in russo Фёдор Викторович Добронравов?; in ucraino Федір Вікторович Добронравов?, Fedir Viktorovyč Dobronravov) (Taganrog, 11 settembre 1961) è un attore, regista, cantante ed ex militare russo e ucraino.
È diventato famoso grazie alla partecipazione principale nella fiction ucraina Svaty. Conosciuto anche come uno dei membri principali del cast dello sketch show 6 fotogrammi.

## Posizioni politiche
Nel 2014 ha sostenuto l'Annessione della Crimea alla Russia. Quanto riguarda la Guerra del Donbass, ha dichiarato che è il risultato dell'operato di "persone cattive" nel governo russo e ucraino che hanno voluto far "litigare due popoli fratelli". Nel 2022 ha condannato l'invasione russa dell'Ucraina.

## Filmografia

### Tra le più popolari
- Sočinenie ko Dnju Pobedy (1998)
- Tajny dvorcovych perevorotov (2002-2006)
- Izobražaja žertvu (2006)
- Ridotti alla guerra (2008)
- Svaty (2008-2021)
- Figlie di papà (2010-2011)
- Paese delle meraviglie (2015)
- Žili-byli (2018)
- Jeralas (2018)
- Mio padre è un boss (2022)

## Discografia
- Leto pomenijalo geografiju (2011)
- Kurortnyj roman (2013)

## Premi e riconoscimenti
- Artista emerito della Federazione Russa (2004). Premiato da Vladimir Putin.
- Artista del popolo della Federazione Russa (2011). Premiato da Dmitrij Medvedev.[3]
- Artista emerito dell'Ucraina (2021). Premiato da Volodymyr Zelens'kyj.